# Dušan Sninský
Dušan Sninský (Michalovce, 7 luglio 1977) è un calciatore slovacco, difensore del TJ FK Velke Revistia.

## Carriera

### Nazionale
Il 20 agosto 2003 esordisce contro la Colombia (0-0). Il 2 dicembre 2004 gioca per la prima volta da capitano contro la Thailandia (1-1).

## Palmarès

### Club

#### Competizioni nazionali
- Campionato slovacco: 3

Žilina: 2001-2002, 2002-2003, 2003-2004
- Coppa di Polonia: 1

Dyskobolia: 2004-2005